# Gamasellus quartornatus
Gamasellus quartornatus är en spindeldjursart som beskrevs av Wolfgang Karg 1997. Gamasellus quartornatus ingår i släktet Gamasellus och familjen Ologamasidae. Inga underarter finns listade i Catalogue of Life.